# Bulgarien i olympiska sommarspelen 2012
Bulgarien deltog i de olympiska sommarspelen 2012 som ägde rum i London i Storbritannien mellan den 27 juli och den 12 augusti 2012.

## Medaljörer
| Medalj | Namn           | Sport         | Gren                      |
| ------ | -------------- | ------------- | ------------------------- |
| Silver | Stanka Zlateva | Brottning     | Damernas tungvikt fristil |
| Silver | Milka Maneva   | Tyngdlyftning | Damernas 63 kg            |
| Brons  | Tervel Pulev   | Boxning       | Herrarnas tungvikt        |

## Badminton
- Huvudartikel: Badminton vid olympiska sommarspelen 2012

| Spelare          | Gren      | Gruppnivå                    | Gruppnivå                      | Gruppnivå         | Gruppnivå        | Eliminering       | Kvartsfinal       | Semifinal         | Final / brons     | Final / brons |
| Spelare          | Gren      | Motståndare Poäng            | Motståndare Poäng              | Motståndare Poäng | Placering        | Motståndare Poäng | Motståndare Poäng | Motståndare Poäng | Motståndare Poäng | Placering     |
| ---------------- | --------- | ---------------------------- | ------------------------------ | ----------------- | ---------------- | ----------------- | ----------------- | ----------------- | ----------------- | ------------- |
| Petja Nedeltjeva | Damsingel | Zaitsava (BLR) W 21–7, 21–19 | Firdasari (INA) L 10–21, 15–21 | 2                 | Gick inte vidare | Gick inte vidare  | Gick inte vidare  | Gick inte vidare  | Gick inte vidare  |               |

## Boxning
- Huvudartikel: Boxning vid olympiska sommarspelen 2012

Herrar
| Boxare                 | Gren          | Sextondelsfinal      | Åttondelsfinal         | Kvartsfinal               | Semifinal            | Final                | Final            |
| Boxare                 | Gren          | Motståndare Resultat | Motståndare Resultat   | Motståndare Resultat      | Motståndare Resultat | Motståndare Resultat | Placering        |
| ---------------------- | ------------- | -------------------- | ---------------------- | ------------------------- | -------------------- | -------------------- | ---------------- |
| Aleksandar Aleksandrov | Lätt flugvikt | Máquina (MOZ) W 22–7 | Shin J-H (KOR) W 15–14 | Pongprayoon (THA) L 10–16 | Gick inte vidare     | Gick inte vidare     | Gick inte vidare |
| Detelin Dalakliev      | Bantamvikt    | Sonjica (RSA) W 15–6 | Balla (AUS) W 14–10    | Campbell (GBR) L 15–16    | Gick inte vidare     | Gick inte vidare     | Gick inte vidare |
| Tervel Pulev           | Tungvikt      | i.u.                 | Wang (CHN) W 10–7      | Peralta (ARG) W 13–10     | Usyk (UKR) L 5–21    | Gick inte vidare     | 3                |

Damer
| Boxare         | Gren     | Åttondelsfinal          | Kvartsfinal          | Semifinal            | Final                | Final            |
| Boxare         | Gren     | Motståndare Resultat    | Motståndare Resultat | Motståndare Resultat | Motståndare Resultat | Placering        |
| -------------- | -------- | ----------------------- | -------------------- | -------------------- | -------------------- | ---------------- |
| Stojka Petrova | Flugvikt | Fernandez (NZL) W 23–11 | Adams (GBR) L 7–16   | Gick inte vidare     | Gick inte vidare     | Gick inte vidare |

## Brottning
- Huvudartikel: Brottning vid olympiska sommarspelen 2012

Herrar, fristil
| Brottare         | Gren   | Kvalomgång           | Åttondelsfinal              | Kvartsfinal          | Semifinal            | Återkval 1           | Återkval 2           | Final / Brons        | Final / Brons |
| Brottare         | Gren   | Motståndare Resultat | Motståndare Resultat        | Motståndare Resultat | Motståndare Resultat | Motståndare Resultat | Motståndare Resultat | Motståndare Resultat | Placering     |
| ---------------- | ------ | -------------------- | --------------------------- | -------------------- | -------------------- | -------------------- | -------------------- | -------------------- | ------------- |
| Radoslav Velikov | -55 kg | Noev (TJK) W 3–0     | Khinchegashvili (GEO) L 1-3 | Gick inte vidare     | Gick inte vidare     | Farag (EGY) W 3–0    | Kumar (IND) W 3–0    | S Yumoto (JPN) L 1-3 | 5             |
| Anatolie Guidea  | -60 kg | Dutt (IND) L 1–3     | Gick inte vidare            | Gick inte vidare     | Gick inte vidare     | Gick inte vidare     | Gick inte vidare     | Gick inte vidare     | 13            |
| Leonid Bazan     | -66 kg | BYE                  | Hasanov (AZE) L 1-3         | Gick inte vidare     | Gick inte vidare     | Gick inte vidare     | Gick inte vidare     | Gick inte vidare     | 14            |
| Kiril Terziev    | -74 kg | BYE                  | Goudarzi (IRI) L 1-3        | Gick inte vidare     | Gick inte vidare     | BYE                  | Tigiev (UZB) L 0-3   | Gick inte vidare     | 15            |

Herrar, grekisk-romersk stil
| Brottare              | Gren   | Kvalomgång           | Åttondelsfinal        | Kvartsfinal              | Semifinal            | Återkval 1           | Återkval 2             | Final / brons        | Final / brons |
| Brottare              | Gren   | Motståndare Resultat | Motståndare Resultat  | Motståndare Resultat     | Motståndare Resultat | Motståndare Resultat | Motståndare Resultat   | Motståndare Resultat | Placering     |
| --------------------- | ------ | -------------------- | --------------------- | ------------------------ | -------------------- | -------------------- | ---------------------- | -------------------- | ------------- |
| Aleksandar Kostadinov | -55 kg | BYE                  | Shujin (CHN) L 1–3    | Gick inte vidare         | Gick inte vidare     | Gick inte vidare     | Gick inte vidare       | Gick inte vidare     | 12            |
| Ivo Angelov           | -60 kg | Coleman (USA) W 3–1  | Norouzi (IRI) L 0–3   | Gick inte vidare         | Gick inte vidare     | Sheng (CHN) W 3–1    | Kebispayev (KAZ) L 0–3 | Gick inte vidare     | 7             |
| Hristo Marinov        | -84 kg | BYE                  | Gadzhiyev (KAZ) L 0–3 | Gick inte vidare         | Gick inte vidare     | Gick inte vidare     | Gick inte vidare       | Gick inte vidare     | 18            |
| Elis Guri             | -96 kg | Alexuc (ROU) W 3–0   | Jabidze (GEO) W 3–1   | Dzeinichenka (BLR) L 0–3 | Gick inte vidare     | Gick inte vidare     | Gick inte vidare       | Gick inte vidare     | 7             |

Damer, fristil
| Brottare       | Gren   | Kvalomgång            | Åttondelsfinal       | Kvartsfinal          | Semifinal            | Återkval 1           | Återkval 2           | Final / brons         | Final / brons |
| Brottare       | Gren   | Motståndare Resultat  | Motståndare Resultat | Motståndare Resultat | Motståndare Resultat | Motståndare Resultat | Motståndare Resultat | Motståndare Resultat  | Placering     |
| -------------- | ------ | --------------------- | -------------------- | -------------------- | -------------------- | -------------------- | -------------------- | --------------------- | ------------- |
| Stanka Zlateva | -72 kg | Marzaliuk (BLR) W 3–0 | Fransson (SWE) W 3–0 | Ali (CMR) W 3–1      | Unda (ESP) W 3–0     | BYE                  | BYE                  | Vorobieva (RUS) L 0–5 | 2             |

## Bågskytte
- Huvudartikel: Bågskytte vid olympiska sommarspelen 2012

Damer
| Bågskytt      | Gren                   | Ranking-runda | Ranking-runda | 32-delsfinal             | Sextondelsfinal   | Åttondelsfinal    | Kvartsfinal       | Semifinal         | Final             | Final            |
| Bågskytt      | Gren                   | Poäng         | Seedning      | Motståndare Poäng        | Motståndare Poäng | Motståndare Poäng | Motståndare Poäng | Motståndare Poäng | Motståndare Poäng | Placering        |
| ------------- | ---------------------- | ------------- | ------------- | ------------------------ | ----------------- | ----------------- | ----------------- | ----------------- | ----------------- | ---------------- |
| Javor Hristov | Herrarnas individuella | 663           | 35            | Álvarez (MEX) (30) L 0–6 | Gick inte vidare  | Gick inte vidare  | Gick inte vidare  | Gick inte vidare  | Gick inte vidare  | Gick inte vidare |

## Cykling
- Huvudartikel: Cykling vid olympiska sommarspelen 2012

Herrar
| Cyklist       | Gren                | Tid     | Placering |
| ------------- | ------------------- | ------- | --------- |
| Spas Gyurov   | Herrarnas linjelopp | Bröt    | Bröt      |
| Danail Petrov | Herrarnas linjelopp | 5:46:37 | 61        |

## Friidrott
- Huvudartikel: Friidrott vid olympiska sommarspelen 2012

Förkortningar
- Notera – Placeringar gäller endast den tävlandes eget heat
- Q = Kvalificerade sig till nästa omgång via placering
- q = Kvalificerade sig på tid eller, i fältgrenarna, på placering utan att ha nått kvalgränsen
- NR = Nationellt rekord
- N/A = Omgången inte möjlig i grenen
- Bye = Idrottaren behövde inte delta i omgången

Herrar
Fältgrenar
| Idrottare     | Gren        | Kval  | Kval      | Final            | Final            |
| Idrottare     | Gren        | Längd | Placering | Längd            | Placering        |
| ------------- | ----------- | ----- | --------- | ---------------- | ---------------- |
| Georgi Ivanov | Kulstötning | 19.63 | 22        | Gick inte vidare | Gick inte vidare |
| Viktor Ninov  | Höjdhopp    | 2.16  | 28        | Gick inte vidare | Gick inte vidare |

Damer
Bana och väg
| Idrottare        | Event          | Heat     | Heat      | Kvartsfinal | Kvartsfinal | Semifinal        | Semifinal        | Final            | Final            |
| Idrottare        | Event          | Resultat | Placering | Resultat    | Placering   | Resultat         | Placering        | Resultat         | Placering        |
| ---------------- | -------------- | -------- | --------- | ----------- | ----------- | ---------------- | ---------------- | ---------------- | ---------------- |
| Silvia Danekova  | 3 000 m hinder | 9:59.52  | 11        | i.u.        | i.u.        | i.u.             | i.u.             | Gick inte vidare | Gick inte vidare |
| Ivet Lalova      | 100 m          | BYE      | BYE       | 11.06       | 2 Q         | 11.31            | 6                | Gick inte vidare | Gick inte vidare |
| Ivet Lalova      | 200 m          | 23.01    | 5 q       | i.u.        | i.u.        | 22.98            | 6                | Gick inte vidare | Gick inte vidare |
| Vanya Stambolova | 400 m häck     | DNF      | DNF       | i.u.        | i.u.        | Gick inte vidare | Gick inte vidare | Gick inte vidare | Gick inte vidare |

Fältgrenar
| Idrottare            | Gren        | Kval  | Kval      | Final            | Final            |
| Idrottare            | Gren        | Längd | Placering | Längd            | Placering        |
| -------------------- | ----------- | ----- | --------- | ---------------- | ---------------- |
| Andriana Banova      | Tresteg     | 13.33 | 32        | Gick inte vidare | Gick inte vidare |
| Radoslava Mavrodieva | Kulstötning | NM    | —         | Gick inte vidare | Gick inte vidare |
| Venelina Veneva      | Höjdhopp    | 1.85  | 20        | Gick inte vidare | Gick inte vidare |

## Fäktning
- Huvudartikel: Fäktning vid olympiska sommarspelen 2012

Damer
| Idrottare             | Gren                | Omgång 1             | Omgång 2          | Omgång 3          | Kvartsfinal       | Semifinal         | Final / BM        | Final / BM |
| Idrottare             | Gren                | Motståndare Poäng    | Motståndare Poäng | Motståndare Poäng | Motståndare Poäng | Motståndare Poäng | Motståndare Poäng | Placering  |
| --------------------- | ------------------- | -------------------- | ----------------- | ----------------- | ----------------- | ----------------- | ----------------- | ---------- |
| Margarita Tschomakova | Sabel, individuellt | Charlan (UKR) L 8–15 | Gick inte vidare  | Gick inte vidare  | Gick inte vidare  | Gick inte vidare  | Gick inte vidare  |            |

## Gymnastik
- Huvudartikel: Gymnastik vid olympiska sommarspelen 2012

### Artistisk
Herrar
| Idrottare      | Gren   | Kval    | Kval    | Kval    | Kval    | Kval    | Kval    | Kval   | Kval      | Final   | Final   | Final   | Final   | Final   | Final   | Final  | Final     |
| Idrottare      | Gren   | Redskap | Redskap | Redskap | Redskap | Redskap | Redskap | Totalt | Placering | Redskap | Redskap | Redskap | Redskap | Redskap | Redskap | Totalt | Placering |
| Idrottare      | Gren   | F       | PH      | R       | V       | PB      | HB      | Totalt | Placering | F       | PH      | R       | V       | PB      | HB      | Totalt | Placering |
| -------------- | ------ | ------- | ------- | ------- | ------- | ------- | ------- | ------ | --------- | ------- | ------- | ------- | ------- | ------- | ------- | ------ | --------- |
| Jordan Jovtjev | Ringar | i.u.    | i.u.    | 15.308  | i.u.    | i.u.    | i.u.    | 15.308 | 8 Q       | i.u.    | i.u.    | 15.108  | i.u.    | i.u.    | i.u.    | 15.108 | 7         |

Damer
| Idrottare      | Gren     | Kval    | Kval    | Kval    | Kval    | Kval   | Kval      | Final            | Final            | Final            | Final            | Final            | Final            |
| Idrottare      | Gren     | Redskap | Redskap | Redskap | Redskap | Totalt | Placering | Redskap          | Redskap          | Redskap          | Redskap          | Totalt           | Placering        |
| Idrottare      | Gren     | F       | V       | UB      | BB      | Totalt | Placering | F                | V                | UB               | BB               | Totalt           | Placering        |
| -------------- | -------- | ------- | ------- | ------- | ------- | ------ | --------- | ---------------- | ---------------- | ---------------- | ---------------- | ---------------- | ---------------- |
| Ralitsa Mileva | Mångkamp | 12.200  | 13.200  | 10.966  | 12.066  | 48.432 | 56        | Gick inte vidare | Gick inte vidare | Gick inte vidare | Gick inte vidare | Gick inte vidare | Gick inte vidare |

### Rytmisk
| Idrottare     | Gren         | Kval   | Kval     | Kval   | Kval   | Kval    | Kval      | Final  | Final    | Final  | Final  | Final   | Final     |
| Idrottare     | Gren         | Boll   | Tunnband | Käglor | Band   | Totalt  | Placering | Boll   | Tunnband | Käglor | Band   | Totalt  | Placering |
| ------------- | ------------ | ------ | -------- | ------ | ------ | ------- | --------- | ------ | -------- | ------ | ------ | ------- | --------- |
| Silvia Miteva | Individuellt | 27.700 | 27.800   | 27.325 | 28.100 | 110.925 | 4 Q       | 27.450 | 27.100   | 26.750 | 27.650 | 108.950 | 8         |

| Idrottare                                                                                              | Gren  | Kval   | Kval              | Kval   | Kval      | Final    | Final             | Final  | Final     |
| Idrottare                                                                                              | Gren  | 5 rep  | 3 band 2 tunnband | Totalt | Placering | 5 bollar | 3 band 2 tunnband | Totalt | Placering |
| --- | ----- | ------ | ----------------- | ------ | --------- | -------- | ----------------- | ------ | --------- |
| Reneta Kamberova Mihaela Maevska Tsvetelina Najdenova Elena Todorova Hristiana Todorova Katrin Velkova | Trupp | 27.250 | 27.375            | 54.625 | 4 Q       | 27.950   | 26.425            | 54.375 | 6         |

## Judo
Herrar
| Idrottare     | Gren                   | 32-delsfinal         | Sextondelsfinal       | Åttondelsfinal       | Kvartsfinal          | Semifinal            | Återkval             | Bronsmatch           | Final                | Final            |
| Idrottare     | Gren                   | Motståndare Resultat | Motståndare Resultat  | Motståndare Resultat | Motståndare Resultat | Motståndare Resultat | Motståndare Resultat | Motståndare Resultat | Motståndare Resultat | Placering        |
| ------------- | ---------------------- | -------------------- | --------------------- | -------------------- | -------------------- | -------------------- | -------------------- | -------------------- | -------------------- | ---------------- |
| Martin Ivanov | Halv lättvikt (-66 kg) | BYE                  | Lim (KAZ) L 0001–0101 | Gick inte vidare     | Gick inte vidare     | Gick inte vidare     | Gick inte vidare     | Gick inte vidare     | Gick inte vidare     | Gick inte vidare |

## Kanotsport
Sprint
| Kanotist         | Gren                | Heat     | Heat      | Semifinal | Semifinal | Final    | Final     |
| Kanotist         | Gren                | Tid      | Placering | Tid       | Placering | Tid      | Placering |
| ---------------- | ------------------- | -------- | --------- | --------- | --------- | -------- | --------- |
| Miroslav Kirchev | Herrarnas K1 1000 m | 3:30.768 | 3 Q       | 3:30.818  | 5 FB      | 3:33.051 | 11        |

## Segling
Herrar
| Seglare    | Gren | Lopp | Lopp | Lopp | Lopp | Lopp | Lopp | Lopp | Lopp | Lopp | Lopp | Lopp | Summerad poäng | Finalplacering |
| Seglare    | Gren | 1    | 2    | 3    | 4    | 5    | 6    | 7    | 8    | 9    | 10   | M*   | Summerad poäng | Finalplacering |
| ---------- | ---- | ---- | ---- | ---- | ---- | ---- | ---- | ---- | ---- | ---- | ---- | ---- | -------------- | -------------- |
| Joan Kolev | RS:X | 29   | 31   | 39   | 16   | 20   | 35   | 26   | 19   | 19   | 8    | EL   | 207            | 26             |

M = Medaljlopp; EL = Eliminerad – gick inte vidare till medaljloppet;
Damer
| Seglare                      | Gren | Lopp | Lopp | Lopp | Lopp | Lopp | Lopp | Lopp | Lopp | Lopp | Lopp | Lopp | Summerad poäng | Finalplacering |
| Seglare                      | Gren | 1    | 2    | 3    | 4    | 5    | 6    | 7    | 8    | 9    | 10   | M*   | Summerad poäng | Finalplacering |
| ---------------------------- | ---- | ---- | ---- | ---- | ---- | ---- | ---- | ---- | ---- | ---- | ---- | ---- | -------------- | -------------- |
| Irina Konstantinova-Bontemps | RS:X | 23   | 22   | 15   | 20   | 23   | 20   | 20   | 16   | 24   | 21   | EL   | 180            | 22             |

M = Medaljlopp; EL = Eliminerad – gick inte vidare till medaljloppet;

## Tennis
| Spelare            | Gren       | Omgång 1                        | Omgång 2                  | Åttondelsfinaler  | Kvartsfinaler     | Semifinaler       | Final / BM        | Final / BM       |
| Spelare            | Gren       | Motståndare Poäng               | Motståndare Poäng         | Motståndare Poäng | Motståndare Poäng | Motståndare Poäng | Motståndare Poäng | Placering        |
| ------------------ | ---------- | ------------------------------- | ------------------------- | ----------------- | ----------------- | ----------------- | ----------------- | ---------------- |
| Grigor Dimitrov    | Herrsingel | Kubot (POL) W 6–3, 7–6(7–4)     | Simon (FRA) L 3–6, 3–6    | Gick inte vidare  | Gick inte vidare  | Gick inte vidare  | Gick inte vidare  | Gick inte vidare |
| Tsvetana Pironkova | Damsingel  | Cibulková (SVK) W 7–6(7–4), 6–2 | Pennetta (ITA) L 5–7, 1–6 | Gick inte vidare  | Gick inte vidare  | Gick inte vidare  | Gick inte vidare  | Gick inte vidare |